# Bell (Oklahoma)
Bell es un lugar designado por el censo ubicado en el condado de Adair  en el estado estadounidense de Oklahoma. En el año 2010 tenía una población de 	535 habitantes y una densidad poblacional de 17,37 personas por km².

## Geografía
Bell se encuentra ubicado en las coordenadas 35°44′14″N 94°31′19″O / 35.73722, -94.52194 (35.737087, -94.521859). Según la Oficina del Censo de los Estados Unidos, Bell tiene una superficie total de 11,88 mi² (30,8 km²), de la cual 11,857 mi² (30,7 km²) corresponden a tierra firme y 0,023 mi² (0,1 km²) es agua.

## Demografía
Según la Oficina del Censo en 2000 los ingresos medios por hogar en la localidad eran de $20,000 y los ingresos medios por familia eran $23,482. Los hombres tenían unos ingresos medios de $20,450 frente a los $14,750 para las mujeres. La renta per cápita para la localidad era de $8,753. Alrededor del 35.1% de la población estaban por debajo del umbral de pobreza.